# Взрыв бытового газа в Ижевске (2017)
Взрыв бытового газа в Ижевске произошёл в девятиэтажном жилом доме № 261 по улице Удмуртской (перекрёсток улиц Удмуртская и 10 лет Октября) 9 ноября 2017 года примерно в 16:44 по местному времени (UTC+4). В результате взрыва обрушилась часть 5-го подъезда, погибли 7 человек, в том числе 2 ребёнка; 11 человек получили травмы, пострадало имущество 441 человека.

## Хронология

### 9 ноября
9 ноября 2017 года в 16:44 по местному времени (UTC+4) на перекрёстке улиц Удмуртской и 10 лет Октября в жилом девятиэтажном доме произошёл взрыв, в результате которого обрушилась его угловая секция. Рухнули все девять этажей.
В результате взрыва оказались полностью разрушены восемь квартир со второго по девятый этажи, в которых были зарегистрированы 29 человек, а также два магазина, находившихся на первом этаже дома. Всего пострадала 31 квартира, где было зарегистрировано 106 человек.
На место происшествия выехали оперативные службы, правоохранительных и контролирующих органов республики и города, а также представители органов власти, в том числе глава Удмуртии Александр Бречалов и глава Ижевска Юрий Тюрин. Полицией был оцеплен дом, а также прилегающая к нему территория. На дорогах около дома ограничено движение транспорта.
Из-под завалов были извлечены семь тел погибших и трое живых человек.
Из дома были эвакуированы более 400 человек. В ходе эвакуации всех жильцов дома разместили в близлежащих школах — № 83 и № 86, где были обеспечены места для ночлега, помощь психологов, а также подвоз продуктов питания. В течение первых часов после эвакуации поступили звонки о минировании нескольких торговых центров, а также школы № 86, в результате чего всех жителей перевели в школу № 83.

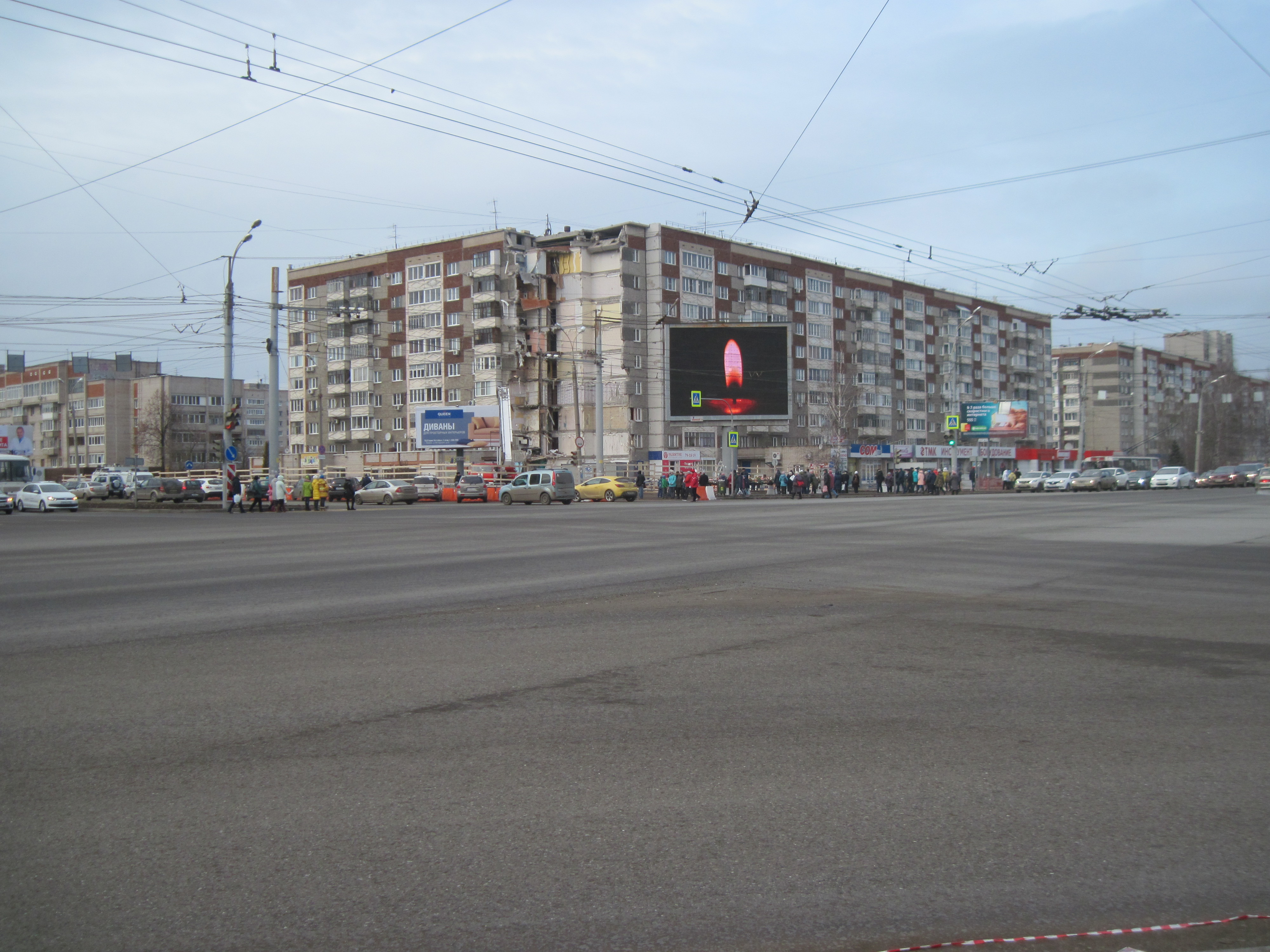
Картина разрушений на третий день после взрыва

В 20:00 по распоряжению главы Удмуртии Александра Бречалова на территории города был введён режим ЧС.
В Удмуртию по распоряжению главы МЧС Владимира Пучкова для разбора завалов прибыли спасатели из Красноярска, Пермского края, республик Татарстан и Башкортостан. Всего в ликвидации последствий ЧС приняли участие 950 человек и 184 единиц техники, в том числе от МЧС России 609 человек и 102 единицы техники.

### 10 ноября
После серии звонков о минировании в Ижевске было возбуждено уголовное дело.
В 10:00 на место происшествия прибыл глава МЧС Владимир Пучков, который позже рассказал о том, что состояние дома и возможность дальнейшей его эксплуатации будут обследоваться с помощью специальной лаборатории «Струна».
К 23:00 было разобрано около 95 % объёма всех завалов.

### 11 ноября
Разбор завалов был полностью завершён в 00:30.
В 12:15 началась подготовка к восстановлению систем жизнеобеспечения уцелевших подъездов — отопления, газоснабжения, водопровода и канализации.
В 13:00 полностью восстановлено движение по улице 10 лет Октября, которая после взрыва была оцеплена на участке от улицы Удмуртской до улицы Пушкинской.
В 16:20 ранее введённый режим ЧС был снят.

### 12 ноября
Власти Удмуртии приняли решение о дополнительной экспертизе частично обрушившегося дома.

## Расследование
Первоначально по факту обрушения части дома было возбуждено уголовное дело по части 3 статьи 238 Уголовного кодекса России «производство работ и оказание услуг, не отвечающих требованиям безопасности».
В ходе расследования Следственным комитетом России было установлено, что эпицентр взрыва находился в квартире под номером 143 на третьем этаже. Основной версией случившегося считается взрыв бытового газа. Также было отмечено, что на месте ЧП не были обнаружены следы взрывчатки.
Под следствие попал 27-летний Александр Копытов (р. 16 октября 1990), который проживал с матерью в квартире, в которой произошёл взрыв. По данным следствия, он долгое время нигде не работал, вёл асоциальный образ жизни, «употреблял наркотические вещества и их аналоги, психотропные вещества».
Копытов был задержан спустя сутки в садовом домике в одной из деревень под Ижевском. При задержании он пытался достать нож, но применить его не успел.
Он частично признал свою вину. Мотивом взрыва могла стать личная неприязнь к соседям или к матери подозреваемого. Следственный комитет РФ отмечал, что он сделал это «на почве хронического расстройства, которое лишало его способности осознавать фактический характер и общественную опасность своих действий и руководить ими». В отношении него было возбуждено уголовное дело по статье «убийство двух и более лиц, совершённое общеопасным способом», за которое ему грозило пожизненное лишение свободы.
7 марта 2018 года Александр Копытов был помещён на принудительное лечение в психиатрический стационар, где ему позже поставили диагноз параноидная шизофрения. С его слов, он уже открывал газ в 2013 и 2016 годах, утверждая, что шумом газа он заглушал мерещившиеся ему голоса, которые оскорбляли его.
11 марта 2019 года его решением суда признали невменяемым, освободили от уголовной ответственности и отправили в психиатрическую клинику на принудительное лечение.
Оглашая приговор, судья подчеркнул, что Копытов совершил это деяние, «действуя на почве личной неприязни к жителям указанного дома для совершения их убийства общеопасным способом, уничтожения чужого имущества». Адвокат же Копытова утверждала, что у него не было умысла убить соседей и газ он включил, чтобы «заглушить голоса в голове», а квартиру покинул, чтобы выполнить «требования голосов». Он предполагал, что соседи почувствуют запах газа и вызовут газовую службу, как это уже происходило ранее.
Сам Копытов на суде не присутствовал, так как, по данным экспертиз, не мог осознавать происходящее. Гражданские иски потерпевших были оставлены без рассмотрения из-за психического состояния подсудимого.

## Последствия
Семьи погибших получили материальную помощь в размере 1 миллиона рублей.
Кроме этого, власти Удмуртии выплатили единовременную материальную помощь в размере 10 тысяч рублей 557 жильцам. В связи с утратой имущества первой необходимости финансовая помощь в размере 100 тысяч рублей была оказана 107 жильцам. 32 семьи получили единовременную денежную выплату на приобретение или строительство жилого помещения взамен утраченного.
Помимо государственной и муниципальной помощи для жильцов пострадавшего дома силами неравнодушных горожан и жителей республики было собрано несколько тонн гуманитарной помощи, а также перечислено около 5 миллионов рублей.

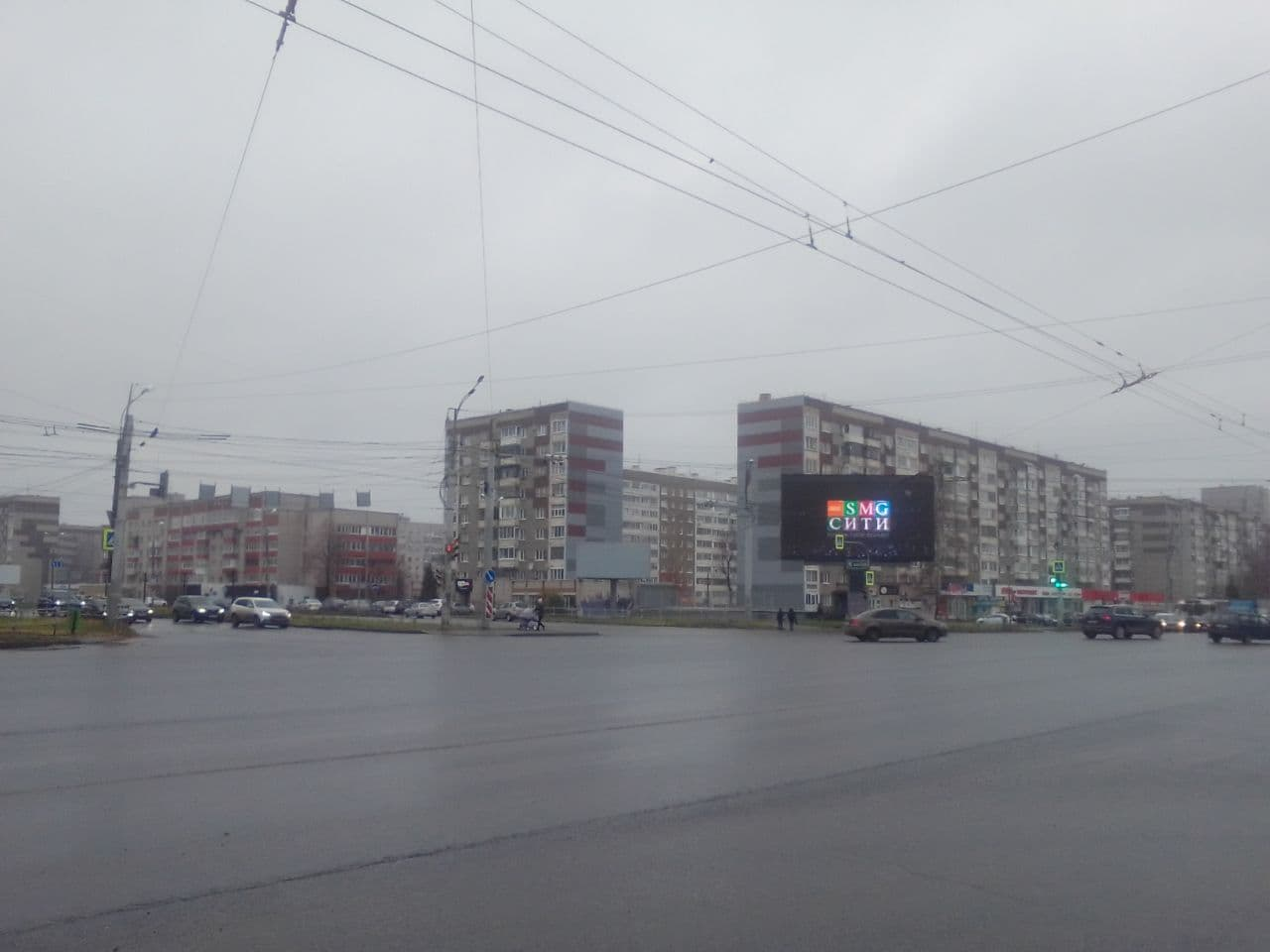
Пострадавший дом в 2021 году

В адрес главы Удмуртии поступили телеграммы с соболезнованиями от руководителей других российских регионов и известных политических деятелей.
11 и 12 ноября 2017 года глава Удмуртии Александр Бречалов объявил днями траура на территории республики.
На следующий день после взрыва на интерактивных рекламных экранах города появились анимированные изображения горящих свечей в память о погибших в результате катастрофы.
Остальные подъезды после экспертизы были признаны пригодными для жилья, и люди вновь в них вернулись: жители 1-3 подъездов — в декабре-январе, 4-го и 6-го подъездов — в марте.
Режим ЧС с территории на месте 5-го подъезда дома был полностью снят только 7 мая 2018 года. 5-й подъезд полностью разобран, бывший 6-й подъезд дома теперь представляет собой отдельно стоящее здание.
После этого случая в Госдуме было инициировано принятие законопроекта, которым предлагалось отменить госпошлину за восстановление документов для людей, пострадавших в ЧС. Данный закон был принят в июле 2018 года.